# Аврекур
Авреку́р (фр. Avrecourt) — муніципалітет у Франції, у регіоні Гранд-Ест, департамент Верхня Марна. Після злиття з вісьмома іншими муніципалітетами в 1972 році з утворенням муніципалітету Валь-де-Мез, він був відновлений 1 січня 2012 року. Населення — 109 осіб (01.01.2021).
Муніципалітет розташований на відстані близько 260 км на схід від Парижа, 135 км на південний схід від Шалон-ан-Шампань, 30 км на південний схід від Шомона.

## Історія
До 2015 року муніципалітет перебував у складі регіону Шампань-Арденни. Від 1 січня 2016 року належить до нового об'єднаного регіону Гранд-Ест.

## Економіка
2010 року серед 85 осіб працездатного віку (15—64 років) 68 були активними, 17 — неактивними (показник активності 80,0%). З 68 активних мешканців працювала 61 особа (37 чоловіків та 24 жінки), безробітними було 7 (6 чоловіків та 1 жінка). Серед 17 неактивних 4 особи були учнями чи студентами, 9 — пенсіонерами, 4 були неактивними з інших причин.